# 池田竜渦爾
池田 竜渦爾（いけだ りゅうじ、1988年2月11日 - ）は、日本の俳優。東京都出身。
オフィスまとば所属。身長175cm。体重60kg。血液型B型。旧芸名・本名は、池田竜治。

## 略歴・人物
幼い頃（0歳時）から、テレビドラマ等の子役として出演。高校在学時に本格的に芸能界に興味を持って、養成所に入り、高校卒業後に養成所を退所。

## 出演作品

### テレビドラマ
- 仮面ライダー剣 第17 - 19話（2004年4月、テレビ朝日）
- 1リットルの涙（2005年10 - 11月、フジテレビ） - 生徒 役
- 轟轟戦隊ボウケンジャー 第5話（2006年3月19日、テレビ朝日）
- 土曜ワイド劇場 法律事務所(1)自白の風景（2006年8月12日、テレビ朝日）
- 1リットルの涙 特別編〜追憶〜（2007年4月5日、フジテレビ） - 生徒 役

### 映画
- 夏の賞味期限（2007年） - 夕佑 役（主演）
- 優しさと泪と（2015年） - 中山雄一 役
- 地下の中心で愛を叫ぶ（2015年） - 木嶋 役

### 舞台
- ダンスレボリューション〜ホントのワタシ〜（2016年8月） - 宇治川勝 役
- 漂流者〜諸君!狂いたまへ〜吉田松陰密航記（2016年9月） - 坂本龍馬 役
- 父娘旅情 (2017年1月）
- 劇団☆新感線『髑髏城の七人 season花』（2017年3月-6月） - 黒平 役
- ダンスレボリューション〜ソノトキノワタシ〜(2017年8月） - 宇治川勝 役
- 劇団☆新感線『髑髏城の七人 season月』上弦の月(2017年11月-2月）
- 野舞踊学園プロデュース『Brothers Scream』(2018年3月） - 井伊直弼 役（W主演）
- 『小公女セーラ』 (2018年6月)- ラムダス 役
- 『スポットライト(BACK　STAGE　STORY)』(2018年12月) -坂崎 役
- 『見えない人』 (2019年1月) -田中 役
- 『水戸黄門』(2019年6月)
- 『スタンレーの魔女』(2019年7月) -流山 役
- 『The Great Gatsby in Tokyo』 (2019年9月) -ジェイ・ギャツビー 役(主演)
- 『RENTA SANTA』(2019年12月)　-高山徹 役(主演)
- 『舞台版 誰ガ為のアルケミスト～聖ガ剣、十ノ戒～』(2020年3月)

### CM
- 2006年2月： 山崎製パン『ダブルソフト』
- 2006年4月： 花王『メンズビオレ』
- 2006年10月： 花王『MEN'S Biore』
- 2007年1月： 山崎製パン『ダブルソフト』
- 2007年4月： 山崎製パン『ダブルソフト』
- 2007年7月： 山崎製パン『ダブルソフト』

### 広告
- 2004年2月： 森永製菓『ウィダープロテイン』
- 2004年6月： JR東日本『suica』甲子園篇
- 2007年3月 - 4月： サム&カンパニー『カジュアルハウス306 』

### 雑誌
- 2004年5月： リクルート『進路決定サポートbook』
- 2005年3月： リクルート『進路決定サポートbook』
- 2007年1月： マガジン・マガジン『キラリ！』